# Eleccions parlamentàries finlandeses de 1948
Les eleccions parlamentàries finlandeses del 1948 es van celebrar els dies 1 i 2 de juliol de 1948. El partit més votat fou el socialdemòcrata i el seu cap Karl-August Fagerholm fou nomenat primer ministre de Finlàndia.

## Resultats
|                          |                                      |           |        |          |     |  |
| Partit                   | Partit                               | Vots      | %      | Escons   | +/– |  |
|                          | Partit Socialdemòcrata               | 494,719   | 26.32  | 54 / 200 | 4   |  |
|                          | Lliga Agrària                        | 455,635   | 24.24  | 56 / 200 | 7   |  |
|                          | Lliga Democràtica Popular Finlandesa | 375,538   | 19.98  | 38 / 200 | 11  |  |
|                          | Partit de la Coalició Nacional       | 320,366   | 17.04  | 33 / 200 | 5   |  |
|                          | Partit Popular Suec                  | 137,981   | 7.34   | 13 / 200 | 1   |  |
|                          | Partit Nacional Progressista         | 73,444    | 3.91   | 5 / 200  | 4   |  |
|                          | Coalició d'Åland                     | 6,567     | 0.35   | 1 / 200  | Nou |  |
|                          | Partit dels Petits Grangers          | 5,378     | 0.29   | 0 / 200  | =   |  |
|                          | Partit Popular Radical               | 1,623     | 0.10   | 0 / 200  | =   |  |
|                          | Altres                               | 5,178     | 0.28   | 0 / 200  | =   |  |
| Total                    | Total                                | 1,879,968 | 100    | 200      | =   |  |
|                          |                                      |           |        |          |     |  |
| Vots vàlids              | Vots vàlids                          | 1,879,968 | 99.27  |          |     |  |
| Invàlids / en blanc      | Invàlids / en blanc                  | 13,869    | 0.73   |          |     |  |
| Vots totals              | Vots totals                          | 1,893,837 | 100.00 |          |     |  |
| Votants Registrats       | Votants Registrats                   | 2,420,287 | 78.25  |          |     |  |
| Font: Tilastokeskus 2004 |                                      |           |        |          |     |  |